# 理論物理学教程
『理論物理学教程』（りろんぶつりがくきょうてい、露: Курс теоретической физики; 英: Course of Theoretical Physics）は、レフ・ランダウ、エフゲニー・リフシッツおよびレフ・ピタエフスキーらによる物理学の教科書。

## 概略
『ランダウ＝リフシッツの理論物理学教程』とも呼ばれる。様々な言語に翻訳されており、標準的な教科書として使用されている。日本では個々の巻を指して「ランダウの力学」「ランダウの統計」などと称されることが多い。
「ランダウの〜」と呼ばれるものの文章を書くことが不得手であったランダウに代わり実際に『教程』を執筆したのはリフシッツである。リフシッツはランダウが交通事故に遭遇した時点で未完だった10巻のうち3巻をピタエフスキーに協力を仰ぎつつ『教程』を完成させた。『教程』が全巻完結した後も最新の知見を盛り込むなど改訂を続け、個々の巻は初期の版に比べ大幅にページ数が増加している。
1. 力学（第3版）
2. 場の古典論（第6版 日本語版書名は場の古典論―電気力学,特殊および一般相対性理論）
3. 量子力学（第3版 日本語版書名は量子力学―非相対論的理論）
4. 量子電気力学（第2版 日本語版書名は相対論的量子力学）
5. 統計物理学（第3版）
6. 流体力学（第3版）
7. 弾性理論（第4版）
8. 媒質中の電気力学（第2版 日本語版書名は電磁気学）
9. 量子統計物理学
10. 物理学的運動学（日本語版書名は物理的運動学）

日本語版の第5、9巻は岩波書店、それ以外は東京図書刊。現在、第3巻(日本語版は2分冊)、第4巻(日本語版は2分冊)、第6巻(日本語版は2分冊)、第7巻、第8巻(日本語版は2分冊)、第10巻(日本語版は2分冊)は、品切絶版。
力学、場の古典論は2022年5月にソフトカバーのものが発売された。
統計物理学第３版上下は2019年6月に復刊したが現在は品切れである。
2022年より、東北大学の有志により最新版の翻訳プロジェクトが進められている。
内容の肥大化した『教程』の第1巻～5巻に相当する部分は、ランダウ自身の構想のもと『小教程』で、物理学を専門に学ばない人にも物理学全般の知識を得られるよう企画された。下記が新版の日本語訳書。

### 文庫判
- 『力学・場の理論　ランダウ＝リフシッツ物理学小教程』水戸巌・恒藤敏彦・広重徹訳
- 『量子力学　ランダウ＝リフシッツ物理学小教程』好村滋洋・井上健男訳、各・ちくま学芸文庫、2008